# Svartrutjärnen (Hotagens socken, Jämtland)
Svartrutjärnen är en sjö i Krokoms kommun i Jämtland och ingår i Indalsälvens huvudavrinningsområde. Sjön har en area på 0,0332 kvadratkilometer och ligger 606,1 meter över havet.

## Delavrinningsområde
Svartrutjärnen ingår i det delavrinningsområde (709136-140967) som SMHI kallar för Mynnar i Rörvattnet. Medelhöjden är 549 meter över havet och ytan är 28,65 kvadratkilometer. Räknas de 9 avrinningsområdena uppströms in blir den ackumulerade arean 121,05 kvadratkilometer. Ansättån som avvattnar avrinningsområdet har biflödesordning 4, vilket innebär att vattnet flödar genom totalt 4 vattendrag innan det når havet efter 301 kilometer. Avrinningsområdet består mestadels av skog (87 procent). Avrinningsområdet har 0,03 kvadratkilometer vattenytor vilket ger det en sjöprocent på 0,1 procent.